# 적법절차
적법절차(適法節次, due process of law)는 개인의 권리보호를 위해 정해진 일련의 법적 절차를 말한다. 적법 절차에서 적(適)은 적정한(due)이란 뜻이고 절차는 권리의 실질적인 내용을 실현하기 위하여 택하여야 할 수단적, 기술적 방법을 말한다. 적법에서의 법은 불문법을 포함한다. 독일에서는 법치주의 또는 법치국가원리를 사용하는데, 법치에서의 법은 성문법을 말한다.

## 역사
적법절차는 영국의 대헌장 제39조에 "자유인은 동료의 적법한 판결이나 국법에 의하지 않고는 체포·구금되지 않으며, 재산과 법익을 박탈당하지 않고, 추방되지 않으며, 또한 기타 방법으로 침해받지 않는다"고 한 조항에서 시작한다. 그 후 발전하여 미국 수정현법 제5조에는 "누구든지 적법절차에 의하지 않고서는 생명·자유·재산을 박탈당하지 않는다"라고 규정되었다.
대한민국 현행 헌법 제12조 제1항 후문과 제3항은 위에서 본 바와 같이 적법절차의 원칙을 헌법상 명문규정으로 두고 있는데 이는 개정전의 헌법 제11조 제1항의 “누구든지 법률에 의하지 아니하고는 체포ㆍ구금ㆍ압수ㆍ수색ㆍ처벌ㆍ보안처분 또는 강제노역을 당하지 아니한다.”라는 규정을 1987.10.29. 제9차 개정한 현행헌법에서 처음으로 영미법계의 국가에서 국민의 인권을 보장하기 위한 기본원리의 하나로 발달되어 온 적법절차의 원칙을 도입하여 헌법에 명문화한 것이며, 이 적법절차의 원칙은 역사적으로 볼 때 영국의 마그나 카르타(대헌장) 제39조, 1335년의 에드워드 3세 제정법률, 1628년 권리청원 제4조를 거쳐 1791년 미국 수정헌법 제5조 제3문과 1868년 미국 수정헌법 제14조에 명문화되어 미국헌법의 기본원리의 하나로 자리잡고 모든 국가작용을 지배하는 일반원리로 해석ㆍ적용되는 중요한 원칙으로서, 오늘날에는 독일 등 대륙법계의 국가에서도 이에 상응하여 일반적인 법치국가원리 또는 기본제한의 법률유보원리로 정립되게 되었다.

## 내용
적법절차조항의 목적은 전제적 정치행동에 대하여 개인의 기본권을 보장하려는데 있다.
영국의 에드워드 코크는 적법절차란 국왕의 자의에 의한 처벌이 아니라, 대배심에 의한 기소와 배심에 의한 재판이라고 말했다. 그 후, 영국에서는 적법절차를 자연적 정의로 보고 있다. 자연적 정의란 누구든지 자기의 사건에 대한 심판관이 될 수 없고, 누구든지 청문없이 불이익을 당하지 않는다는 원칙(편견배재원칙과 쌍방청문원칙)을 말한다.
미국에서 절차적 적법절차란 개인의 자유, 신체, 재산을 침해하는 경우에 고지와 청문의 사전절차를 제공하여야 한다는 것이다. 실체적 적법절차란 법률이 적법절차에 의해서 제정되었고 그 내용이 적법한가에 관해서 입법부, 행정부, 사법부의 권력행사의 적정성을 심의하여 위헌결정을 내리는 것이다.
1937년 팔코사건에서 카르도조 대법관은 적법절차란 우리들의 전통과 양심 속에 근본적으로 자리잡고 있는 정의의 원칙, 우리들의 모든 시민적, 정치적 제도의 기반이 되고 있는 자유와 정의의 근본원칙이라고 하였다.

## 미국
영국에서 오랜 역사를 통하여 확립된 자연적 정의(Natural Justice)의 법리에 그 연원을 두고 있는 적법절차가 미국에 있어서는 지난 2세기 동안 판례와 학설을 통하여 꾸준히 발전해 오면서 국가권력의 전통적인 행사를 억제하여 개인의 권익을 보호하는 토대로서의 구실을 충실히 이행해 왔다.
미국 헌법의 근저에는 항상 자연권 사상이 자리잡고 있었다. 그 자연권 사상은 비록 헌법에 명시적으로 규정되어 있지는 않지만 정부가 침범할 수 없는 본질적 권리가 있다고 보았다. 그러한 자연권 사상의 본질적 권리에 대한 논의가 바로 수정 헌법 제14조의 적법절차조항에서 그 둥지를 찾은 것이다.
미국 헌법에는 수정 헌법 제5조와 제14조에 적법절차 조항이 있다. 적법절차에서의 "법"이란 자연법(=불문법)을 포함하는 것으로 해석되고 있다. "절차"는 절차 뿐 아니라 내용도 의미하는 것으로 해석되고 있다. 즉, 자연법적으로 풀이하면, 대한민국 헌법 제12조의 적법절차란 "자연법에 적합한 내용과 절차"를 의미한다.
미국 연방대법관들이 자연법에 근거하여 법률을 무효화 할 수 있느냐 하는 최초의 논쟁을 하게 된 것은 Calder v. Bull 사건에서였다. 이 사건에서 반대의견을 표시한 Chase 대법관은, 연방헌법이나 주 헌법을 기초한 사람들은 제한된 권력을 가진 정부를 건설하려한 것이며, 그리하여 성문헌법의 특정한 규정뿐만 아니라 자연법도 정부권한을 제한하고 규제하였다고 믿었다. 그는 사법부의 역할은 자연법 아래에 있는 국민의 권리를 정부가 침해하지 못하도록 보호하는 것이며, 따라서 연방대법원의 임무는 어떤 법률이 자연법이 국민에게 준 권리를 침해한다고 믿어지면 이 법률을 무효화하는 것이라고 주장하였다. Chase 대법관의 자연법 철학은 후세의 대법관에게 많은 영향을 줌으로써, 실체적 적법절차 원리 발전에 깊은 영향을 끼쳤다.
미국에서는 근본적인 권리를 "자연권"이라는 추상적인 이름이 아닌 실체적 적법절차 법리를 근거로 보장하고 있다. 즉, 자연법이라는 추상적인 규정이 아닌 수정헌법 제5조와 제14조에 근거를 두고 실체적 적법절차법리라는 이름으로 개인의 기본권 신장에 도움을 주고 있다.
- 미국 수정 헌법 제5조 (형사사건에서의 제권리)
  - 누구라도, 대배심에 의한 고발 또는 기소가 있지 아니하는 한, 사형에 해당하는 죄 또는 파렴치죄에 관하여 심리를 받지 아니한다. 다만, 육군이나 해군에서 또는 전시나 사변시에 복무중에 있는 민병대에서 발생한 사건에 관하여서는 예외로 한다. 누구라도 동일한 범행으로 생명이나 신체에 대한 위협을 재차 받지 아니하며, 어떠한 형사 사건에 있어서도 자기에게 불리한 증언을 강요당하지 아니하며, 누구라도 정당한 법의 절차에 의하지 아니하고는 생명, 자유 또는 재산을 박탈당하지 아니한다. 또 정당한 보상 없이, 사유재산을 공공용(公共用)으로 수용당하지 아니한다.

- 미국 수정 헌법 제14조(공민권)
  - 제1항 합중국에서 출생하고 또는 귀화하고, 합중국의 관할권에 속하는 모든 사람은 합중국 및 그 거주하는 주의 시민이다. 어떠한 주도 합중국 시민의 특권과 면책권을 박탈하는 법률을 제정하거나 시행할 수 없다. 어떠한 주도 정당한 법의 절차에 의하지 아니하고는 어떠한 사람으로부터도 생명, 자유 또는 재산을 박탈할 수 없으며, 그 관할권내에 있는 어떠한 사람에 대하여도 법률에 의한 평등한 보호를 거부하지 못한다.

### 도살장 사건
미국 수정헌법 제14조 제1항의 해석이 쟁점이 된 첫 사건은 1873년의 도살장 사건(Slaughter House Case)이다. 도살장 사건은 뉴올리언스 시 안에서 가축을 수용하고 도살하는 시설을 Crescent City 회사라는 1개의 회사에게만 독점하도록 한 루이지애나주의 법률의 유효성이 문제된 사건이었다.
이 판결에서 Chase 연방대법원장과 Field, Bradley, Swayne 연방대법관은 다수의견이 수정 제14조를 좁게 해석하는 것에 반대하였다. Field 연방대법관은, 수정 제14조의 특권과 면제조항을 다수의견처럼 해석하는 것은 결국 동 조항을 무용지물로 만드는 것과 다름없다고 주장하였다. 이들 연방대법관들은 수정 제14조는 모든 시민의 “자연권”(natural rights)과 “양도할 수 없는 권리”(inalienable rights)를 보장한 것이라고 믿었다.

## 대한민국
|                                                                  |
| 형사소송법                                                       |
| 이념과 구조                                                      |
| 무죄 추정의 원칙 · 자백배제법칙 · 전문법칙                       |
| 증거보전청구권 · 형사보상청구권 · 독수독과이론                   |
| 실체적 진실주의 · 적정절차 · 신속한 재판의 원칙                  |
| 진술거부권 · 접견교통권 · 증거개시제도                           |
| 열람등사권 · 위법수집증거배제법칙                                |
| 법원                                                             |
| 제척 · 기피 · 회피 관할 · 이송 · 법관                            |
| 피고인과 변호인                                                  |
| 피고인 ·변호인 · 성명모용자 · 공동피고인 국선변호인 · 법정대리인 |
| 검사                                                             |
| 기소독점주의 · 검사 동일체의 원칙                                |
| 수사                                                             |
| 함정수사 · 불심검문 · 임의동행 · 동행요구 · 사법경찰관           |
| 구속                                                             |
| 구속영장 · 체포영장                                              |
| 증거법                                                           |
| 정황증거 · 전문증거 · 진술조서 · 진술서 · 실황조사서 · 검증조서  |
| 진술 · 증인                                                      |
| 재판                                                             |
| 공소장 · 공소장일본주의                                          |
| 고소 · 고발 · 고소불가분의 원칙 · 자수                           |
| 상소                                                             |
| 항소, 상고 & 비상상고                                            |
| 다른 7법 영역                                                    |
| 헌법 · 민법 · 형법                                               |
| 민사소송법 · 형사소송법 · 행정법                                 |
| 포털: 법 · 법철학 · 형사정책                                     |
| v • d • e • h                                                    |

현행 헌법 제12조 제1항 후문과 제3항은 위에서 본 바와 같이 적법절차의 원칙을 헌법상 명문규정으로 두고 있는데 이는 개정전의 헌법 제11조 제1항의 “누구든지 법률에 의하지 아니하고는 체포ㆍ구금ㆍ압수ㆍ수색ㆍ처벌ㆍ보안처분 또는 강제노역을 당하지 아니한다.”라는 규정을 1987.10.29. 제9차 개정한 현행헌법에서 처음으로 영미법계의 국가에서 국민의 인권을 보장하기 위한 기본원리의 하나로 발달되어 온 적법절차의 원칙을 도입하여 헌법에 명문화한 것이며, 이 적법절차의 원칙은 역사적으로 볼 때 영국의 마그나 카르타(대헌장) 제39조, 1335년의 에드워드 3세 제정법률, 1628년 권리청원 제4조를 거쳐 1791년 미국 수정헌법 제5조 제3문과 1868년 미국 수정헌법 제14조에 명문화되어 미국헌법의 기본원리의 하나로 자리잡고 모든 국가작용을 지배하는 일반원리로 해석ㆍ적용되는 중요한 원칙으로서, 오늘날에는 독일 등 대륙법계의 국가에서도 이에 상응하여 일반적인 법치국가원리 또는 기본제한의 법률유보원리로 정립되게 되었다. 우리 현행 헌법에서는 제12조 제1항의 처벌, 보안처분, 강제노역 등 및 제12조 제3항의 영장주의와 관련하여 각각 적법절차의 원칙을 규정하고 있지만 이는 그 대상을 한정적으로 열거하고 있는 것이 아니라 그 적용대상을 예시한 것에 불과하다고 해석하는 것이 우리의 통설적 견해이다. 다만 현행 헌법상 규정된 적법절차의 원칙을 어떻게 해석할 것인가에 대하여 표현의 차이는 있지만 대체적으로 적법절차의 원칙이 독자적인 헌법원리의 하나로 수용되고 있으며 이는 형식적인 절차 뿐만 아니라 실체적 법률내용이 합리성과 정당성을 갖춘 것이어야 한다는 실질적 의미로 확대 해석하고 있으며, 우리 헌법재판소의 판례에서도 이 적법절차의 원칙은 법률의 위헌여부에 관한 심사기준으로서 그 적용대상을 형사소송절차에 국한하지 않고 모든 국가작용 특히 입법작용 전반에 대하여 문제된 법률의 실체적 내용이 합리성과 정당성을 갖추고 있는지 여부를 판단하는 기준으로 적용되고 있음을 보여주고 있다

### 판례
- 현행 헌법상 적법절차의 원칙을 위와 같이 법률이 정한 절차와 그 실체적인 내용이 합리성과 정당성을 갖춘 적정한 것이어야 한다는 것으로 이해한다면, 그 법률이 기본권의 제한입법에 해당하는 한 헌법 제37조 제2항의 일반적 법률유보조항의 해석상 요구되는 기본권제한법률의 정당성 요건과 개념상 중복되는 것으로 볼 수도 있을 것이나, 현행 헌법이 명문화하고 있는 적법절차의 원칙은 단순히 입법권의 유보제한이라는 한정적인 의미에 그치는 것이 아니라 모든 국가작용을 지배하는 독자적인 헌법의 기본원리로서 해석되어야 할 원칙이라는 점에서 입법권의 유보적 한계를 선언하는 과잉입법금지의 원칙과는 구별된다고 할 것이다. 따라서 적법절차의 원칙은 헌법조항에 규정된 형사절차상의 제한된 범위내에서만 적용되는 것이 아니라 국가작용으로서 기본권제한과 관련되든 관련되지 않든 모든 입법작용 및 행정작용에도 광범위하게 적용된다고 해석하여야 할 것이고, 나아가 형사소송절차와 관련시켜 적용함에 있어서는 형벌권의 실행절차인 형사소송의 전반을 규율하는 기본원리로 이해하여야 하는 것이다. 더구나 형사소송절차에 있어서 신체의 자유를 제한하는 법률과 관련시켜 적용함에 있어서는 법률에 따른 형벌권의 행사라고 할지라도 신체의 자유의 본질적인 내용을 침해하지 않아야 할 뿐 아니라 비례의 원칙이나 과잉입법금지의 원칙에 반하지 아니하는 한도내에서만 그 적정성과 합헌성이 인정될 수 있음을 특히 강조하고 있는 것으로 해석하여야 할 것이다.[17]

- 적법절차원칙은 형사절차상의 처분뿐 아니라 행정상의 불이익 처분에도 적용된다.[18]

- 심급제도에 대한 입법재량의 범위와 범죄인인도심사의 법적 성격, 그리고 범죄인인도법에서의 심사절차에 관한 규정 등을 종합할 때, 범죄인인도심사를 서울고등법원의 단심제로 정하고 있는 것은 적법절차원칙에서 요구되는 합리성과 정당성을 결여한 것이라고 볼 수 없다.[19]

- 범죄의 피의자로 입건된 사람이 경찰공무원이나 검사의 신문을 받으면서 자신의 신원을 밝히지 않고 지문채취에 불응하는 경우 그로 하여금 벌금, 과료, 구류의 형사처벌을 받도록 하고 있는 구 경범죄처벌법의 조항은 적법절차원칙에 위배되지 않는다.[20]

- 불공정거래행위에 대한 과징금의 부과 여부 및 그 액수의 결정권자인 공정거래위원회는 합의제 행정기관으로서 그 구성에 있어 일정한 정도의 독립성이 보장되어 있고, 과징금 부과절차에서는 통지, 의견진술의 기회 부여 등을 통하여 당사자의 절차적 참여권을 인정하고 있으며, 행정소송을 통한 사법적 사후심사가 보장되어 있으므로, 위 과징금 부과 절차는 적법절차원칙에 위배된다고 볼 수 없다.[21]

- 수사기관의 피의자에 대한 구속영장청구에 관련된 법률을 제정함에 있어서 입법자는 신체의 자유에 관한 헌법적 특별규정인 헌법 제12조 제3항을 준수하는 범위 내에서 구체적 사정에 따라서 정책적인 선택을 할 수 있는바, 다만 이러한 입법형성권을 남용하거나 그 범위를 현저하게 일탈하여 당사자들의 기본권을 침해하게 된 경우에 이는 자의금지원칙에 위배되어 헌법에 위반된다.[22]

- 헌법에 규정된 영장주의는 구속의 개시시점에 한하지 않고 구속영장의 효력을 계속 유지할 것인지 아니면 실효시킬 것인지의 여부는 신분이 보장되고 있는 법관의 판단에 의하여 결정되어야 한다고 하고 있으므로 형사소송법 제331조 단서규정과 같이 구속영장의 실효 여부를 검사의 의견에 좌우되도록 하는 것은 헌법상의 적법절차의 원칙에 위배된다.[23]

- 수용자를 교정시설에 수용할 때마다 전자영상 검사기를 이용하여 수용자의 항문 부위에 대한 신체검사를 하는 것은 수용자의 인격권 내지 신체의 자유를 침해하는 등 적정절차의 원칙에 위반된다.[24]
- 교도관이 마약류사범에게 검사의 취지와 방법을 설명하고 반입금지품을 제줄하도록 안내한 후 외부와 차단된 검사실에서 같은 성별의 교도관 앞에 돌아서서 하의속옷을 내린 채 상체를 숙이 고 양손으로 둔부를 벌려 항문을 보이는 방법으로 실시한 정밀신체검사는 과잉금지의 원칙에 위배되지 아니한다.[25]

- 경찰관이 공직선거및선거부정방지법 위반의 현행범으로 체포된 부녀자들을 경찰서 유치장에 수용하는 과정에서 흉기 등 위험물 및 반입금지물품의 소지. 은닉 여부를 확인하기 위하여 등을 보인 채 상의를 속옷과 함께 겨드랑이까지 을리고 하의를 속옷과 함께 무릎까지 내린 상태에서 3회에 걸쳐 앉았다 일어서게 하는 방법으로 정밀 신체수색을 한 것은 헌법 제10조의 존엄과 가치로부터 유래하는 인격권 및 제12조의 신체의 자유를 침해하는 것이다.[26]

- 범죄인인도법 제3조가 법원의 범죄인인도심사를 서울고등법원의 전속관할로 하고 그 심사결정에 대한 불복절차를 인정하지 않는 것은 적법절차 원칙에 위배되지 않는다.[27]

- 검사가 법원의 증인으로 채택된 수감자를 그 증언에 이르기까지 거의 매일 검사실로 하루 종일 소환하여 피고인 측 변호인이 접근하는 것을 차단하고, 검찰에서의 진술을 번복하는 증언을 하지 않도록 회유 • 압박하고, 때로는 검사실에서 편의를 제공한 행위는 피고인의 공정한 재판을 받을 권리를 침해한다.[28]

- 금치처분을 받은 수형자에 대하여 금치기간 중 운동을 금지하는 행형법시행령 제145조 제2항 중 운동 부분은 수형자의 인간의 존엄과 가치, 신체의 자유 등을 침해한다.[29]

- 피고인에게 불출석에 대한 개인적 책임을 전혀 물을 수 없는 경우까지 월석재판을 행할 수 있다는 것은 절차의 내용이 심히 적정하지 못하여 적법절차원칙에 반한다.[30]

- 관세범에 대하여 통고처분만으로 벌금이 과해지고 납부하면 형이 확정되는 것으로 보는 것은 적법절차원칙에 반한다.[31]

- 경찰청장이 주민등록증발급신청서에 날인되어 있는 지문정보를 보관. 전산화하고 이를 범죄수 사옥적에 이용하는 행위는 무죄추정원칙고[ 영장주의 내지 강제수사법정주의에 위배되지 아니한다.[32]

- 법관이 아닌 사회보호위원희가 치료감호의 증료여부를 결정하도록 한 구 사회보호법 규정은 재 판청구권을 침해하거나 적법절차의 원칙에 위반되지 아니한다.[33]

### 헌법에 명시되지 않은 기본권
대한민국 헌법의 경우, 헌법에 명시되지 않은 기본권을 도출하는 경우 원리, 원칙, 제도 등에서 기본권이 바로 도출되는 경우 이외에는 헌법 제10조 또는 제37조 제1항에 의해서 도출된다.
- 헌법 제10조
  - 모든 국민은 인간으로서의 존엄과 가치를 가지며, 행복을 추구할 권리를 가진다. 국가는 개인이 가지는 불가침의 기본적 인권을 확인하고 이를 보장할 의무를 진다.
- 헌법 제37조 제1항
  - 국민의 자유와 권리는 헌법에 열거되지 아니한 이유로 경시되지 아니한다.

반면에, 대한민국은 미국의 적법절차원리의 판례이론을 대부분 수용하고 있는데, 미국의 적법절차 이론에 의하면, 헌법에 명시되지 않은 기본권을 자연권에서 도출하는데, 자연권을 직접 표현하지는 않으며 미국 수정헌법 제14조의 적법절차조항에서 도출하고 있다. 대한민국은 현행의 제9차 개정헌법 제12조 제1항 제3항에서 적법절차를 명문으로 규정하고 있다.
- 헌법 제12조 제1항
  - 모든 국민은 신체의 자유를 가진다. 누구든지 법률에 의하지 아니하고는 체포·구속·압수·수색 또는 심문을 받지 아니하며, 법률과 적법한 절차에 의하지 아니하고는 처벌·보안처분 또는 강제노역을 받지 아니한다.
- 헌법 제12조 제3항
  - 체포·구속·압수 또는 수색을 할 때에는 적법한 절차에 따라 검사의 신청에 의하여 법관이 발부한 영장을 제시하여야 한다. 다만, 현행범인인 경우와 장기 3년이상의 형에 해당하는 죄를 범하고 도피 또는 증거인멸의 염려가 있을 때에는 사후에 영장을 청구할 수 있다.

## 적법절차 위반의 효과
1. 법수집증거의 증거능력 부정
2. 공소제기의무효(공소권남용이론)
3. 상소이유및이의신청의사유
4. 예외적인 헌법소원 및 위헌법률심판의 사유
5. 국가배상 및 담당 공무원의 형법상 범죄의 성립 등

## 같이 보기
- 자연법사상
- 자연법
- 자의금지원칙
- 법적 절차 (Legal procedure)
- 미란다 원칙

## 참고 문헌
1. ↑  적법절차의 원리와 미란다 원칙
2. ↑  헌재 1992. 12. 92헌가8
3. ↑  이종상, 박광섭, 인신에 관한 자유권과 적법절차, 경남법학, Vol.3, 1987, 11면
4. ↑  홍성찬, "적법절차의 원리와 적용", 사회과학연구 제10권, 건국대학교 사회정책연구소, 1999, 6면
5. ↑  홍성찬, "적법절차의 원리와 적용", 사회과학연구 제10권, 건국대학교 사회정책연구소, 1999, 10면
6. ↑  홍성찬, "적법절차의 원리와 적용", 사회과학연구 제10권, 건국대학교 사회정책연구소, 1999, 11면
7. ↑  자유와 정의와 적법절차[깨진 링크(과거 내용 찾기)]
8. ↑  이종상, 박광섭, 인신에 관한 자유권과 적법절차, 경남법학, Vol.3, 1987, 11면; Palko v. Connecticut, 302 U.S. 319 (1937)
9. ↑  유승하, "미국헌법상 적법절차 법리와 전개에 관한 연구 : 실체적 적법절차를 중심으로", 이화여자대학교 석사학위논문, 2004, 21면
10. ↑  유승하, "미국헌법상 적법절차 법리와 전개에 관한 연구 : 실체적 적법절차를 중심으로", 이화여자대학교 석사학위논문, 2004, 31면
11. ↑  임지봉, "미국헌법상의 적법절차조항과 그 운용", 미국헌법연구 제13호, 미국헌법연구소, 2002, 271-312면
12. ↑  유승하, "미국헌법상 적법절차 법리와 전개에 관한 연구 : 실체적 적법절차를 중심으로", 이화여자대학교 석사학위논문, 2004, 29면
13. ↑  유승하, "미국헌법상 적법절차 법리와 전개에 관한 연구 : 실체적 적법절차를 중심으로", 이화여자대학교 석사학위논문, 2004, 101면
14. ↑  유승하, "미국헌법상 적법절차 법리와 전개에 관한 연구 : 실체적 적법절차를 중심으로" 이화여자대학교 석사학위논문, 2004, 24면
15. ↑  유승하, "미국헌법상 적법절차 법리와 전개에 관한 연구 : 실체적 적법절차를 중심으로" 이화여자대학교 석사학위논문, 2004, 35면
16. ↑  헌법재판소 1989.9.8. 선고, 88헌가6 결정; 1990.11.19. 선고, 90헌가48 결정
17. ↑  헌재 1992.12.24, 92헌가8
18. ↑  2001헌가25
19. ↑  2001헌바95
20. ↑  2002헌가17
21. ↑  2001헌가25
22. ↑  2002헌마593
23. ↑  92헌가8
24. ↑  2010헌마775
25. ↑  헌재결 2006.6.29. 2004헌마826
26. ↑  헌재결 2002.7.18. 2000헌마327
27. ↑  2001헌바95
28. ↑  헌재결 2001.08.30， 99헌마496
29. ↑  2002헌마478
30. ↑  헌재결 1998.7.16. 97헌바22
31. ↑  헌재결 1998.5.28. 96헌바4
32. ↑  99헌마513.2004헌마190(병합))
33. ↑  2009.3.26. 2007헌바50
34. ↑  정종섭, 헌법학원론, 박영사, 2006, 223면